# Hygropoda africana
Hygropoda africana là một loài nhện trong họ Pisauridae.
Loài này thuộc chi Hygropoda. Hygropoda africana được Eugène Simon miêu tả năm 1898.